# Římskokatolická farnost Křišťanov
Římskokatolická farnost Křišťanov je zaniklé územní společenství římských katolíků v rámci prachatického vikariátu Českobudějovické diecéze. K zrušení farnosti došlo 31. prosince 2019, od 1. ledna 2020 je jejím právním nástupcem farnost Zbytiny.

## O farnosti

### Historie
Do roku 1785, kdy byla v Křišťanově založená lokálie, spadala jedna část obce společně s Vyšným k farnosti Zbytiny, druhá část společně s Markovem k farnosti Ktiš a třetí část obce k farnosti Chroboly. Než byl postaven kostel Nejsvětějšího jména Ježíše, vysvěcený 17. listopadu 1799, sloužila k bohoslužbě kaple v knížecí myslivně, kde byly i dva pokoje určené pro lokalistu. Roku 1888 byla lokálie povýšená na samostatnou farnost.
Před zánikem farnosti zde působili:
- do roku 2007 P. František Honsa (* 31. března 1922 † 2007), poslední volarský děkan
- 7. srpna 2007 – 30. června 2013 P. Jindřich Hybler (* 2. května 1936 † 31. prosince 2018 v Prachaticích)[4]
- 1. července 2013 – 30. června 2014 P. Petr Hovorka
- 1. července 2014 – 20. listopadu 2015 P. Josef Sláčík
- 21. listopadu 2015 – 31. prosince 2019 P. Karel Falář

| Fotografie | Kostel                           | Místo     | Bohoslužba       | Bohoslužba       | Poznámka            |
| ---------- | -------------------------------- | --------- | ---------------- | ---------------- | ------------------- |
|            | Kostel Nejsvětějšího Jména Ježíš | Křišťanov | 1x ročně, poutní | 1x ročně, poutní | bývalý farní kostel |